# Episodi di Tutto in famiglia (seconda stagione)
- Stati Uniti : 2001/2002
- Italia - Italia 1: 25 ottobre - 15 novembre 2006

| nº | Titolo originale            | Titolo italiano                | Prima TV USA      | Prima TV Italia |
| -- | --------------------------- | ------------------------------ | ----------------- | --------------- |
| 1  | Mom's Away (pt. 1)          | Soli con papà - 1ª parte       | 26 settembre 2001 | 2006            |
| 2  | Mom's Away (pt. 2)          | Soli con papà - 2ª parte       | 26 settembre 2001 | 2006            |
| 3  | No Rules                    | Niente regole                  | 3 ottobre 2001    | 2006            |
| 4  | Perfect Dad                 | Un padre perfetto              | 10 ottobre 2001   | 2006            |
| 5  | Thru Thick and Thin         | Grassi e magri                 | 17 ottobre 2001   | 2006            |
| 6  | He Heard, She Heard         | Chi si fida dei nostri figli?  | 24 ottobre 2001   | 2006            |
| 7  | Michael's Garden            | La colonscopia                 | 31 ottobre 2001   | 2006            |
| 8  | Let Them Eat Pie            | La torta dell'intervallo       | 7 novembre 2001   | 2006            |
| 9  | Jay Gets Fired              | Janet viene licenziata         | 14 novembre 2001  | 2006            |
| 10 | The Whole World is Watching | Il mondo ci guarda             | 21 novembre 2001  | 2006            |
| 11 | Letting Go                  | Criceti e bugie                | 28 novembre 2001  | 2006            |
| 12 | Learning to Earn It         | Soldi facili                   | 12 dicembre 2001  | 2006            |
| 13 | Quality Time                | A ognuno il suo tempo          | 16 dicembre 2001  | 2006            |
| 14 | Get Out                     | Presto che è tardi             | 23 dicembre 2001  | 2006            |
| 15 | Road Trip                   | La gita                        | 30 dicembre 2001  | 2006            |
| 16 | Table for Too Many (pt. 1)  | In troppi a tavola - 1ª parte  | 6 febbraio 2002   | 2006            |
| 17 | Table for Too Many (pt. 2)  | In troppi a tavola - 2ª parte  | 6 febbraio 2002   | 2006            |
| 18 | Double Date                 | Uscita a quattro               | 13 febbraio 2002  | 2006            |
| 19 | Failure to Communicate      | Senza parole                   | 20 febbraio 2002  | 2006            |
| 20 | Papa Said Knock You Out     | Occhi neri                     | 27 febbraio 2002  | 2006            |
| 21 | Return of the wall          | Il ritorno del muro            | 4 marzo 2002      | 2006            |
| 22 | Working Relationship        | Rapporti di lavoro             | 20 marzo 2002     | 2006            |
| 23 | Jr. Kyle, Boy Genius        | Quel gran genio di Junior Kyle | 27 marzo 2002     | 2006            |
| 24 | Back Story                  | L'impostore                    | 3 aprile 2002     | 2006            |
| 25 | Make Over                   | Cambiare look                  | 1º maggio 2002    | 2006            |
| 26 | The Bowling Show            | Serata al bowling              | 8 maggio 2002     | 2006            |
| 27 | Jr. Gets His License        | Junior prende la patente       | 15 maggio 2002    | 2006            |
| 28 | Anniversary (pt.1)          | L'anniversario - 1ª parte      | 22 maggio 2002    | 2006            |
| 29 | Anniversary (pt.2)          | L'anniversario - 2ª parte      | 22 maggio 2002    | 2006            |

## Soli con papà - Parte 1
- Titolo originale: Mom's Away (Pt. 1)
- Diretto da: James Widdoes
- Scritto da: Don Reo

### Trama
Jay non c'è e per Michael è dura occuparsi di tutto. Kady fa i capricci e il padre cerca di consolarla, intanto dalla camera di Claire salta fuori un test di gravidanza positivo.
- Altri interpreti: Raven-Symoné (Charmaine), Damon Wayans Jr. (John), Michael Wayans (Mike), Michael James Johnson (Jamaal), Tanner Scott Richards (Junior a 10 anni)

## Soli con papà - Parte 2
- Titolo originale: Mom's Away (Pt. 2)
- Diretto da: James Widdoes
- Scritto da: Don Reo

### Trama
Michael scopre di chi era il test di gravidanza. Intanto, racconta a Kady di quando è nata (anche se con versioni a dir poco bizzarre) e spiega a Junior che i suoi non sono veri amici.
- Altri interpreti: Shaquille O'Neal (se stesso), Phil Reeves (Dottore), Raven-Symoné (Charmaine), Gary Coleman (se stesso), Damon Wayans Jr. (John), Michael Wayans (Mike), Michael James Johnson (Jamaal), Buddy Johnson (Buddy), James Widdoes (Uomo alla porta), Andray Johnson (Amico di Michael)

## Niente regole
- Titolo originale: No Rules
- Diretto da: James Widdoes
- Scritto da: Don Reo

### Trama
Mentre Jay è ancora assente, i ragazzi si ribellano alle regole. Michael lascia loro piena libertà, e i ragazzi si alleano per vincere contro il padre. Kady è la prima a cedere, mentre Claire resiste fino a quando Michael la invita al concerto dei Backstreet Boys. Junior resiste fino a quando Michael lo fa dormire in giardino.

## Un padre perfetto
- Titolo originale: Perfect Dad
- Diretto da: James Widdoes
- Scritto da: Don Reo e Damon Wayans

### Trama
I ragazzi si lamentano. Michael, ai loro occhi, è diventato un tiranno. E così indicono una riunione per illustrare come dovrebbe essere un "papà ideale". Junior lo immagina come una grande rap star che gli permette di avere successo con le ragazze, ma Michael gli fa notare che in questo modo lui sarebbe tutto tranne che un buon padre. Claire vorrebbe che suo padre fosse il manager di una boy band che canta canzoni per lei, ma Michael le fa notare che probabilmente la boy band potrebbe preferire qualcun altro a lei. Kady vorrebbe che suo padre fosse un tipo allegro e canterino (in stile Barney & Friends) che risolve tutti i problemi con una canzoncina, ma Michael le fa notare che la vita non può essere tutta rose e fiori. Infine, Michael illustra la sua idea di figli ideali. Lui li vorrebbe studiosi, altruisti e amorevoli e vorrebbe addirittura che Kady rimanesse sempre piccola come l'attore Gary Coleman, ma i ragazzi gli fanno notare che se fossero sempre così, dopo un po' potrebbero risultare strani. I Kyle concludono la riunione di famiglia accettandosi così come sono.
- Altri interpreti: Gary Coleman (se stesso), Phil Reeves (Dr. Klieger), Shaquille O'Neal (se stesso), J. D. Pardo (Ragazzo #1), Michael Dow (Ragazzo #2), Jeremy Sylvers (Ragazzo #3), Rachel Bridges (Renee), Keeira Lyn Ford (Allison), Olivia Milo Pence (Candice), Laura Savery (Shandray), Crystal Sierra Rodgers (Ragazza #1)

## Grassi e magri
- Titolo originale: Thru Thick and Thin
- Diretto da: James Widdoes
- Scritto da: Alyson Fouse

### Trama
Dopo sei settimane di assenza, Janet torna finalmente a casa. I figli sono felicissimi, e Michael lo è ancora di più. Così decide di prepararle una romantica cenetta. Quando Janet apre la porta, Michael resta di sasso: è ingrassata di moltissimi chili in California. Inizialmente, Michael cerca di fingere di non notare niente per non offendere Janet, si fa pure dare delle pillole speciali dal consulente matrimoniale per fare sesso con lei senza problemi. Janet, ignara, rimane così impressionata dalle prestazioni sessuali del marito da decidere di rimanere grassa. A questo punto, Michael le fa capire che non deve esagerare con il cibo. Janet si arrabbia molto. Successivamente, Michael le chiede scusa e Janet gli fa capire che lei lo amerebbe anche se fosse grasso; così anche Michael decide di ingrassare, ma dopo aver sognato tutta la sua famiglia grassa, ossessionata dal cibo e a rischio di salute, Janet decide di mettersi a dieta e Michael ne è sollevato.
- Altri interpreti: Anthony Anderson (Dr. Bouche)

## Chi si fida dei nostri figli?
- Titolo originale: He Heard, She Heard
- Diretto da: James Widdoes
- Scritto da: Buddy Johnson

### Trama
Claire vuole andare a una festa. Michael glielo nega, poi le permette di andare a dormire da un'amica. Ma poco dopo intercetta una telefonata tra Claire ed Erika e decide di farla pagare alla figlia. Kady fa la spia in cambio di liquirizie ma alla fine tutti i nodi verranno al pettine.
- Altri interpreti: RuDee Sade (Erica Washington), Cara Mia Wayans (Shante)

## La colonscopia
- Titolo originale: Michael's Garden
- Diretto da: James Widdoes
- Scritto da: James Vallely

### Trama
Michael confida al dottor Klieger la sua difficoltà ad urinare. Il dottore gli fa subito l'esame della prostata, consigliando poi una colonscopia. Michael si rifiuta ma Janet riuscirà a convincerlo a farla. Intanto, Claire approfitta della sete di cultura della madre per farsi fare un compito sulle balene. Quando Michael fa notare questo particolare alla moglie, Janet fa comunque una ricerca, ma se la tiene tutta per sé.
- Altri interpreti: Lou Rawls (se stesso), Phil Reeves (Dr. Klieger), Amy Hill (Infermiera Lorraine), Buddy Johnson (Agente Johnson)

## La torta dell'intervallo
- Titolo originale: Let Them Eat Pie
- Diretto da: James Widdoes
- Scritto da: Janis Hirsch

### Trama
Michael scopre che la torta che a metà tempo di una partita in TV lui è solito mangiare, è sparita. È l'inizio di una bizzarra punizione per i figli finché il "colpevole" non confesserà, ma sarà una tortura anche per Janet che cerca di stare a dieta.
- Altri interpreti: Amy Hill (Infermiera Lorraine - Membro delle "Sorelle di ciccia" #1), Marilyn Martinez (Wanda - Membro delle "Sorelle di ciccia" #2), Beth Payne (Jackie - Membro delle "Sorelle di ciccia" #3), Kiosha Lee (Membro delle "Sorelle di ciccia" #4)

## Janet viene licenziata
- Titolo originale: Jay Gets Fired
- Diretto da: James Widdoes
- Scritto da: James Hannah

### Trama
Janet è molto disperata: è stata licenziata. Mentre Michael nasconde a stento la sua gioia, Janet diventa una zelante casalinga, ma poi, grazie a Junior e Claire, si calma e torna serena. Inoltre, quando il suo capo si rende conto di aver sbagliato ad averla licenziata, le dà la possibilità di ritornare a fare l'agente di cambio, ma Janet rifiuta perché si è resa conto che da quando ha smesso di lavorare, ha avuto modo di conoscere meglio la sua famiglia.
- Altri interpreti: Lee Arenberg (Kevin Anderson), James Vallely (Jimmy), Maggie Rowe (Insegnante di yoga)

## Il mondo ci guarda
- Titolo originale: The Whole World is Watching
- Diretto da: James Widdoes
- Scritto da: Don Reo

### Trama
Janet compra a Junior un nuovo computer con vari accessori. Intanto, scoppia una discussione tra la stessa Janet e Michael in quanto quest'ultimo è preoccupato per il figlio perché pensa possa fare un cattivo uso di Internet. Presto i due fanno pace "alla loro maniera" nella stanza di Junior. Non sanno però, che la Webcam del figlio rimane accesa 24 ore su 24 e proietta l'immagine della stanza sul Web. Adesso mezzo mondo sa della pace fatta tra Michael e Janet.
- Altri interpreti: Anthony Anderson (Dr. Bouche), Philp Bolden (Devon), Cara Mia Wayans (Shante)

## Criceti e bugie
- Titolo originale: Letting Go
- Diretto da: James Widdoes
- Scritto da: Craig Wayans

### Trama
Per disgrazia, Michael uccide il criceto di Kady. Dopo aver riflettuto, decide di non dirle niente, e l'ignara Kady tratta la bestiola come se fosse ancora viva. Intanto Claire si finge malata, ma Michael nota un ragazzo nascosto dietro la siepe.
- Altri interpreti: Andrew McFarlane (Tony Jeffers), James Widdoes (Larry), Heather Stone (Voce di Janis)

## Soldi facili
- Titolo originale: Learning to Earn It
- Diretto da: James Widdoes
- Scritto da: Bruce Fine

### Trama
Junior, Claire e Kady hanno speso tutta la loro paghetta in un solo giorno. Michael, piuttosto seccato, decide allora di far capir loro il valore del denaro. Così, Claire apre un salone di bellezza in casa ma usa tutti i prodotti di Janet. Kady prova a vendere limonata ma, su suggerimento di due sue amiche, vende molti oggetti dei suoi genitori. Junior, invece di trovarsi un lavoretto, guadagna dei soldi giocando d'azzardo, fino a quando Michael, con uno stratagemma, gli fa capire che è sbagliato.
- Altri interpreti: Damon Wayans Jr. (John), RuDee Sade (Erica Washington), Melissa Miller (Melissa), Megan Miller (Megan)

## A ognuno il suo tempo
- Titolo originale: Quality Time
- Diretto da: James Widdoes
- Scritto da: Alyson Fouse

### Trama
Michael sostiene che avere del tempo da dedicare a sé stesso è un diritto. L'idea irrita Jay ma trova d'accordo il consulente matrimoniale a cui si rivolge. Junior è infastidito da Claire che vorrebbe venire con lui in posti dove va anche il ragazzo che le piace, ma Michael lo convince ad accontentarla in modo che lui, in quanto fratello maggiore, possa proteggerla da eventuali pericoli.
- Altri interpreti: Jason Stuart (Dr. Steven Michael Thomas), Kristen Wilson (Dott.ssa Cooper Madison), Kevin Knotts (Cameriere)

## Presto che è tardi
- Titolo originale: Get Out
- Diretto da: James Widdoes
- Scritto da: Dean Lorey

### Trama
I Kyle sono invitati a un matrimonio. Ma 15 minuti prima della cerimonia nessuno, Michael escluso, è pronto. Un disastro a cui se ne aggiungeranno altri, fino a quando, proprio nel momento in cui i Kyle si mettono in viaggio, un messaggio lasciato in segreteria da parte dell'antipatica zia Evelyn, rivela che il matrimonio è stato annullato.
- Altri interpreti: Thea Vidale (Voce di Zia Evelyn)

## La gita
- Titolo originale: Road Trip
- Diretto da: James Widdoes
- Scritto da: Rodney Barnes

### Trama
Janet ha organizzato una gita in macchina per visitare la casa di Paul Revere, popolare eroe americano. Ma durante il viaggio i nervi di tutti, soprattutto quelli di Janet e Claire che sono in pre-allarme, sono messi a dura prova.
- Altri interpreti: Bill Macy (Addetto del drive-thru), Patty Ross (Agente Archer), Johnny C. Pruitt (Agente Gray), Heather Stone (Voce del navigatore)

## In troppi a tavola (pt.1)
- Titolo originale: Table for Too Many (Pt. 1)
- Diretto da: James Widdoes
- Scritto da: Buddy Johnson

### Trama
Michael, alla pompa di benzina, litiga con un uomo (Stuart) che ha impiegato un'ora per fare il pieno. Tornato a casa, si lascia convincere da Jay a portare tutta la famiglia al Toka-hana, un ristorante giapponese, dove due famiglie vengono messe insieme allo stesso tavolo. Quando il loro tavolo è pronto, i Kyle si ritrovano con la famiglia di Stuart.
- Altri interpreti: Larry Miller (Stuart Tyler), Kelly Coffield Park (Helen Tyler), Lauren Tom (Direttrice di sala), Marina Malota Darling (Lisa Tyler), Andy Morrow (Jason Tyler), Rolando Molina (Addetto al parcheggio), Max Alexander (Barista), Aiko Tanaka (Ragazza dei fiori), Ray Buffer (Cliente del ristorante)

## In troppi a tavola (pt.2)
- Titolo originale: Table for Too Many (Pt. 2)
- Diretto da: James Widdoes
- Scritto da: Buddy Johnson

### Trama
Al ristorante la serata non procede bene per i continui bisticci di Michael e Stuart per il litigio alla pompa di benzina. Quando i due si ritrovano anche in bagno, si scusano e fanno pace, però, Michael rimane disgustato dal fatto che l'uomo non si sia lavato le mani dopo i suoi bisogni. Inizia così, al tavolo, un altro bisticcio e finisce che Micheal butta il proprietario del locale nella vasca dei pesci, per avergli messo in conto un sacco di roba mentre a Stuart ha offerto la cena. 
- Altri interpreti: Larry Miller (Stuart Tyler), Kelly Coffield Park (Helen Tyler), Lauren Tom (Direttrice di sala), Marina Malota (Lisa Tyler), Jonathan Schmock (Manager), Andy Morrow (Jason Tyler), Rolando Molina (Addetto al parcheggio), Lee Weaver (Inserviente del bagno), Gabriel Iglesias (Chef Nabu), Max Alexander (Barista)

## Uscita a quattro
Titolo originale: Double Date
- Diretto da: Leonard R. Garner, Jr.
- Scritto da: Don Reo e Damon Wayans

### Trama
Claire è alle prese con il suo primo appuntamento: infatti Tony le ha chiesto di uscire. Michael accetta, ma ad una condizione: Janet e lui usciranno con loro. E Claire s'infuria e ci rimane male.
- Altri interpreti: Andrew McFarlane (Tony Jeffers), Stuart Nixon (Barista del cinema), Matthew Waterson (Voce dell'attore)

## Senza parole
- Titolo originale: Failure to Communicate
- Diretto da: Will Shriner
- Scritto da: Don Reo e Damon Wayans

### Trama
Dato che i genitori di Michael si parlano per interposta persona, e dato che stasera saranno a cena a casa dei Kyle, Janet convince Michael a dire loro qualcosa al riguardo.
- Nota: L'episodio era stato originariamente programmato per essere il finale della prima serie ma per sconosciute ragioni la ABC ha deciso di inserirlo in questa stagione. Questo è il motivo per cui l'attrice Jazz Raycole interpreta Claire. Un titolo alternativo di questo episodio è "Problemi di comunicazione"
- Altri interpreti: Charles Robinson (Joe), Denise Nicholas (Ann), Sterling Victorian (Lorraine)

## Occhi neri
- Titolo originale: Papa Said Knock You Out
- Diretto da: Will Shriner
- Scritto da: Damien Wayans

### Trama
Michael vuole combattere l'invecchiamento allenandosi a boxe. Mentre scherza riguardo a questo con Janet, quest'ultima si tira accidentalmente un pugno su un occhio. Successivamente Junior ascolta una conversazione telefonica tra Claire e Tony e, travisandone il significato, pensa che i due abbiano intenzione di copulare. Si allena assieme al padre a cui fa anche un occhio nero. Ma quando decide di sfidare Tony, ottiene solo un altro occhio nero e una figuraccia nello scoprire che la telefonata riguardava un allenamento di baseball. Claire lo ringrazia comunque per aver cercato di difendere il suo onore, come un bravo fratello maggiore.
- Altri interpreti: Andrew McFarlane (Tony Jeffers), Damon Wayans Jr. (John), Michael Wayans (Mike), Philp Bolden (Devon)

## Il ritorno del muro
- Titolo originale: Return of the Wall
- Diretto da: Andy Cadiff
- Scritto da: James Vallely

### Trama
Janet allena la squadra in cui gioca Kady, ma ha un così esagerato spirito agonistico che Michael deve sostituirla. Così Janet infastidita decide di allenare una squadra avversaria con cui poi Michael e le ragazze si dovranno battere. A discapito delle prestazioni però.
- Altri interpreti: Jessica Sara (Melissa), Bruce Fine (Inga), Brandee Benson (Brandee)

## Rapporti di lavoro
- Titolo originale: Working Relationship
- Diretto da: James Widdoes
- Scritto da: Janis Hirsch

### Trama
Janet non ne può più di occuparsi sempre della casa e dei figli e riesce a convincere Michael a darle un lavoro nella sua ditta, ma il suo entusiasmo per questa nuova esperienza è talmente forte da renderla invadente (s'impossessa in parte dell'ufficio di Michael e prende le decisioni al posto suo). Disperato, Michael si fa convincere da Junior a licenziare Janet, ma lei si arrabbia tanto. Alla fine Michael riesce a farsi perdonare e riassume Janet. Claire prova a regalare il suo vecchio pupazzo di E.T. a Kady, ma la piccola non lo vuole, fino a quando guarda il film insieme alla sorella e cambia idea.
- Altri interpreti: DeRay Davis (R.J.)

## Quel gran genio di Junior Kyle
- Titolo originale: Jr Kyle, Boy Genius
- Diretto da: James Widdoes
- Scritto da: Rodney Barnes

### Trama
Janet e Michael rimangono stupiti quando vengono a sapere che Junior, da sempre considerato uno stupido, ha preso 1600 su 1600 al test di ammissione al college: per questo lo trattano come un "genio incompreso". Sfortunatamente, si è trattato di un errore e quando Michael e Janet lo rivelano a Junior, il ragazzo ci rimane malissimo e pensa addirittura di lasciare la scuola, ma dimostrerà di essere comunque intelligente dopo aver costruito da solo un difficile scivolo per Kady.

## L'impostore
- Titolo originale: Back Story
- Diretto da: John Bowab
- Scritto da: Kim Wayans

### Trama
I ragazzi stuzzicano Michael dicendogli che sta diventando vecchio. E Michael, per avere la rivincita, li sfida in una intrepida partita a Twister. Farà finta di avere un dolore alla schiena e ne approfitterà per rimanere a letto, servito e riverito. Ma non durerà molto.
- Altri interpreti: Jason Stuart (Dr. Steven Michael Thomas), Phil Reeves (Dr. Klieger)

## Cambiare look
- Titolo originale: Make Over
- Diretto da: Jonathan Schmock
- Scritto da: Dean Lorey

### Trama
Confrontandosi con una ex-compagna di scuola di Michael, ancora uno schianto nonostante abbia avuto più figli di lei, Jay si sente inadeguata. Seguendo il consiglio di Claire, decide di cambiare look. Nella sua scuola, Junior entra nello spogliatoio delle ragazze per guardarle spogliarsi, ma al loro posto, guarderà la loro grassa allenatrice.
- Altri interpreti: Kym Whitley (Wanda), Nicole Prescott (Susan Green), Jessica Sara (Melissa), Damon Wayans Jr. (John), Michael Wayans (Mike), Diane Bliss (Sig.ra Miller), Jennia Fredrique Aponte (Jennifer), Joy Hadnott (Denise Adams), Carla Mackauf (Kelly)

## Serata al bowling
- Titolo originale: The Bowling Show
- Diretto da: Sheldon Epps
- Scritto da: Valencia Parker

### Trama
Michael, che avrebbe preferito restare a casa a guardare la boxe, viene trascinato al bowling. E chi incontra? Stuart Tyler. Ed è lotta all'ultimo birillo.
- Altri interpreti: Larry Miller (Stuart "Stu" Tyler), Kelly Coffield Park (Helen Tyler), Darrel Heath (Phillip), Marina Malota (Lisa Tyler), Jerry Trainor (Trekkie Bowler), Andy Morrow (Jason Tyler), Mickey Hawtrey (Klingon), Andre Rosey Brown (Uomo robusto)

## Junior prende la patente
- Titolo originale: Jr. Gets His License
- Diretto da: Rob Schiller
- Scritto da: James Vallely

### Trama
Junior prende la patente, e chiede a Michael e a Janet di usare la loro auto, ma loro si fanno negare. In realtà, Michael aveva già comprato un'auto moderna per il figlio, ma Junior comprerà un vecchio catorcio. Alla fine, i due fanno pace, e Michael dice a Junior che sarà suo socio per sempre, riuscendo ad aggiustare la vecchia auto. Intanto, Claire deve posare per una foto dell'annuario, ma le viene un terribile mal di denti e le si gonfia una guancia. Janet approfitta della situazione per far capire a sua figlia che non dovrebbe essere troppo vanitosa e che dovrebbe concentrarsi anche sul suo cervello e non solo sul suo corpo.

## L'anniversario (pt.1)
- Titolo originale: Anniversary (Pt. 1)
- Diretto da: Will MacKenzie
- Scritto da: Kim Wayans

### Trama
Janet è disperata perché sospetta che Michael si sia dimenticato del giorno del loro anniversario. Per questo chiede ai figli di scoprire qualcosa. Ma non sa che le sta preparando una sorpresa! Intanto Claire ha problemi di cuore.
- Altri interpreti: Bill Cobbs (Pastore), Kym Whitley (Wanda)

## L'anniversario (pt.2)
- Titolo originale: Anniversary (Pt. 2)
- Diretto da: Will MacKenzie
- Scritto da: Kim Wayans

### Trama
I sospetti di Janet continuano, ma alla fine tutto andrà per il meglio e il marito le farà una sorpresa che non si sarebbe mai aspettata, ovvero un secondo matrimonio, più romantico rispetto al primo.
- Altri interpreti: Brian McKnight (se stesso), Bill Cobbs (Pastore), Kym Whitley (Wanda), Kevin Knotts (Guardia del corpo), Jim Titus (Fattorino)